# نیکلاس کوکه‌باکر
نیکلاس کوکه‌باکر (انگلیسی: Nicolaes Couckebacker) دو بار رئیس یک تجارتخانه هلندی بنام کمپانی هند شرقی هلند در هیرادو، ناگاساکی در  ژاپن بود. وی در ۱۶۳۳ وارد ژاپن شد و تا ۱۶۳۵ در این کشور باقی ماند. اقامت دوم او در هیرادو از ۱۶۳۷ تا ۱۶۳۹ بود. وی در سرکوب شورش شیمابارا نقش مهمی داشت.